# Tenjojaya
Tenjojaya is een bestuurslaag in het regentschap Sukabumi van de provincie West-Java, Indonesië. Tenjojaya telt 5346 inwoners (volkstelling 2010).